# (3691) Bède
(3691) Bède, internationalement (3691) Bede, est un astéroïde Amor découvert le 29 mars 1982 par L. E. González à l'observatoire du Cerro El Roble au Chili.
Il est nommé d'après Bède le Vénérable, moine et lettré anglo-saxon originaire de Northumbrie qui est mort le 26 mai 735. 